# 에스넷
에스넷시스템은 1999년 2월 삼성전자 기업네트워크 사업부에서 분사한 회사로, 네트워크 솔루션을 전문으로 하는 코스닥 상장 기업이다. 상장기업명으로 쓸때는 줄여서 '에스넷'이라고 쓴다.

## 사업
에스넷시스템은 라우터, 허브, 모뎀, 무선랜 접속장비 등의 네트워크 장비를 생산, 판매한다. B2B로 기업에 네트워크 장비를 공급하는 사업에서 대부분의 매출이 나온다. 최근에는 신사업으로 클라우드, 3D 디스플레이 등의 사업으로 진출을 모색하고 있다.

## 규모 및 실적
에스넷은 시가총액 700억원대의 중견기업이다. 크지는 않지만 지속적으로 흑자를 내고 있다. 2011년에는 33억, 2012년에는 71억, 2013년에는 41억의 순이익을 냈다.

## 테마주
에스넷은 증시에서 몇몇 테마에 묶여 있다. 네트워크 장비를 제조한다는 이유만으로 사물인터넷 테마주가 되어 급등락한 일이 있다.
에스넷은 사업다각화의 일환으로 무안경 3D 디스플레이를 연구하고 있기도 하다. 이 때문에 증시에서는 홀로그램 테마주로 분류되기도 했으나 이 회사가 연구하는 무안경 3D는 홀로그램과는 관련이 없다.